# Johannes Lingelbach

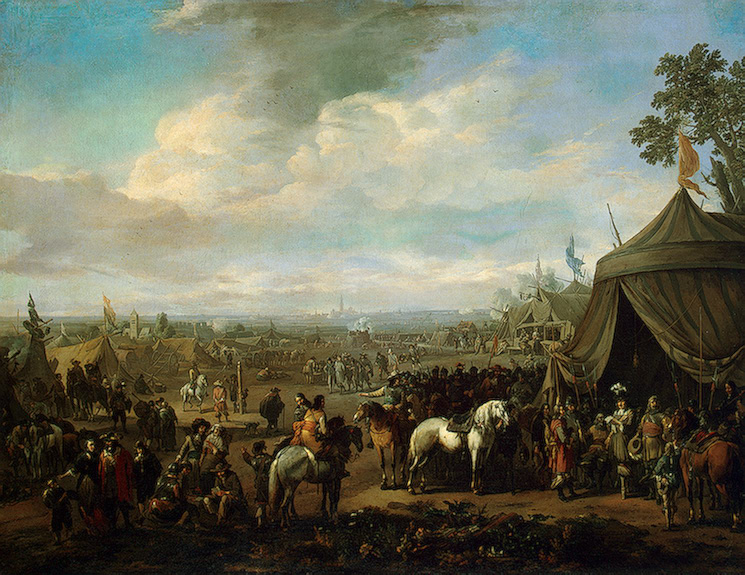
Zuid-Nederlandse stad veroverd door het Spaanse leger

Johannes Lingelbach of Johannis Lingebach (10 oktober 1622 in Frankfurt am Main - 3 november 1674 in Amsterdam) was een Nederlandse kunstschilder. Het werk van Lingelbach wordt geassocieerd met dat van Philip Wouwerman, de paardenschilder.
Zijn vader David Lingelbach was een uitvinder of technicus die rond 1634 naar Amsterdam trok. In 1636 trad hij in dienst als kunstmeester bij het oude doolhof op de Prinsengracht, hoek Elandsgracht. Hij begon rond 1646 op de Rozengracht een nieuw doolhof ("Den nieuwen en vermaeckelijcken dool-hof, staende op de Roose-Graght, by de derde brugh") waar ook exotische vogels, Bijbelse en mythologisch figuren, een bewegend standbeeld van Ferdinand III van het Heilige Roomse Rijk, een astronomisch uurwerk en fonteinen waren te zien. Het doolhof is in 1653 voortgezet door zijn zoon Philips, geboekstaafd als horlogemaker.
In 1642 trok Johannes naar Frankrijk en Italië en vond aansluiting bij de Bamboccianti, een groep schilders rond Pieter van Laer. Op 8 mei 1650 verliet hij Rome en trok door Duitsland. In juni zou hij terug zijn gekeerd in Amsterdam. In 1656 schilderde hij de bouw van het stadhuis op de Dam in de steigers en kreeg daar goed voor betaald. Hij schilderde de aanval van stadhouder Willem II op Amsterdam in 1650 en het vertrek van Karel II van Engeland vanuit Scheveningen in 1660.
Lingelbach was onder andere een goede vriend van Jurriaen Ovens en Joan Huydecoper, beiden woonachtig op de Lauriergracht. Hij zal ook Adam Pijnacker hebben gekend, eveneens woonachtig op de Rozengracht. Mogelijk was hij werkzaam voor de kunsthandel van Gerrit Uylenburgh.
Lingelbach schilderde figuren in werken van stadsschilders als Jacob van Ruisdael, Meindert Hobbema, Jan van der Heyden, Jan Abrahamsz. van Beerstraten, Philips Koninck, Jan Hackaert, Jan Wijnants en Frederik de Moucheron.
In 1662 woonde hij in de Reestraat. Tussen 1685 en 1687 was zijn broer David (1641-1688) betrokken bij het opzetten van een opera in Buiksloot, buiten de jurisdictie van de stad. Na één seizoen bleek het project niet haalbaar voor herhaling; de opbrengst voor de kerk is besteed aan een nieuwe regenbak. In 1687 werd David Lingelbach aangesteld als directeur van de Schouwburg van Van Campen, naast Jan Pluimer. Vanwege de slechte economische tijden, een heftige beurskrach, waarbij Coenraad van Beuningen een half miljoen gulden verloor, de voorbereidingen van de invasie door stadhouder Willem III en de dreigende Negenjarige Oorlog, bleven de bezoekers weg.

## Campo Vaccino
Het hieronder afgebeeld schilderij toont het Forum Romanum van Rome zoals Lingelbach het in 1653 schilderde. Campo Vaccino (koeienweide) was de middeleeuwse benaming van dit historisch belangrijke Romeinse plein. Dit doek wordt bewaard in de Koninklijke Musea voor Schone Kunsten van België te Brussel.

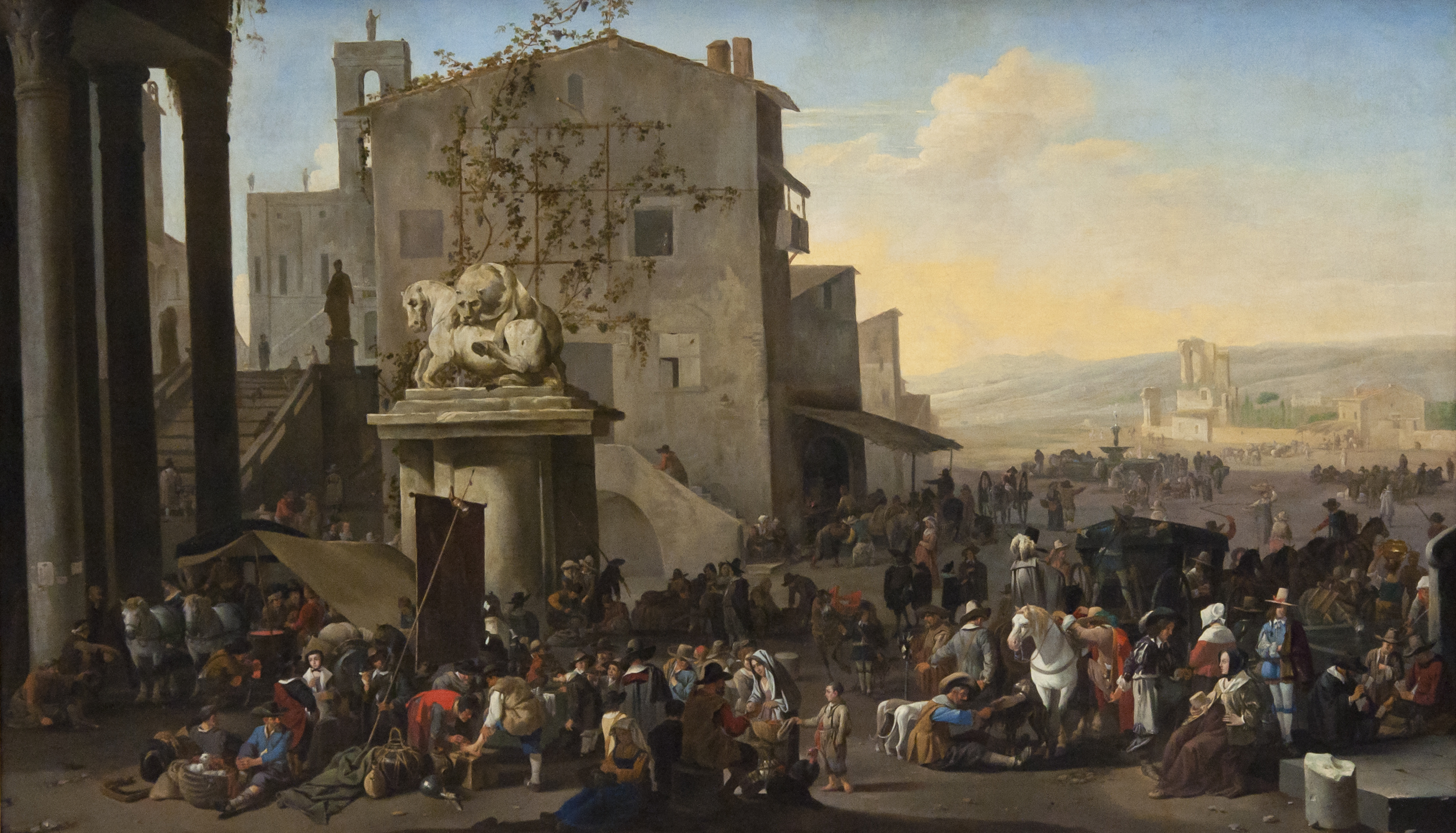
Het Campo Vaccino te Rome (1653)
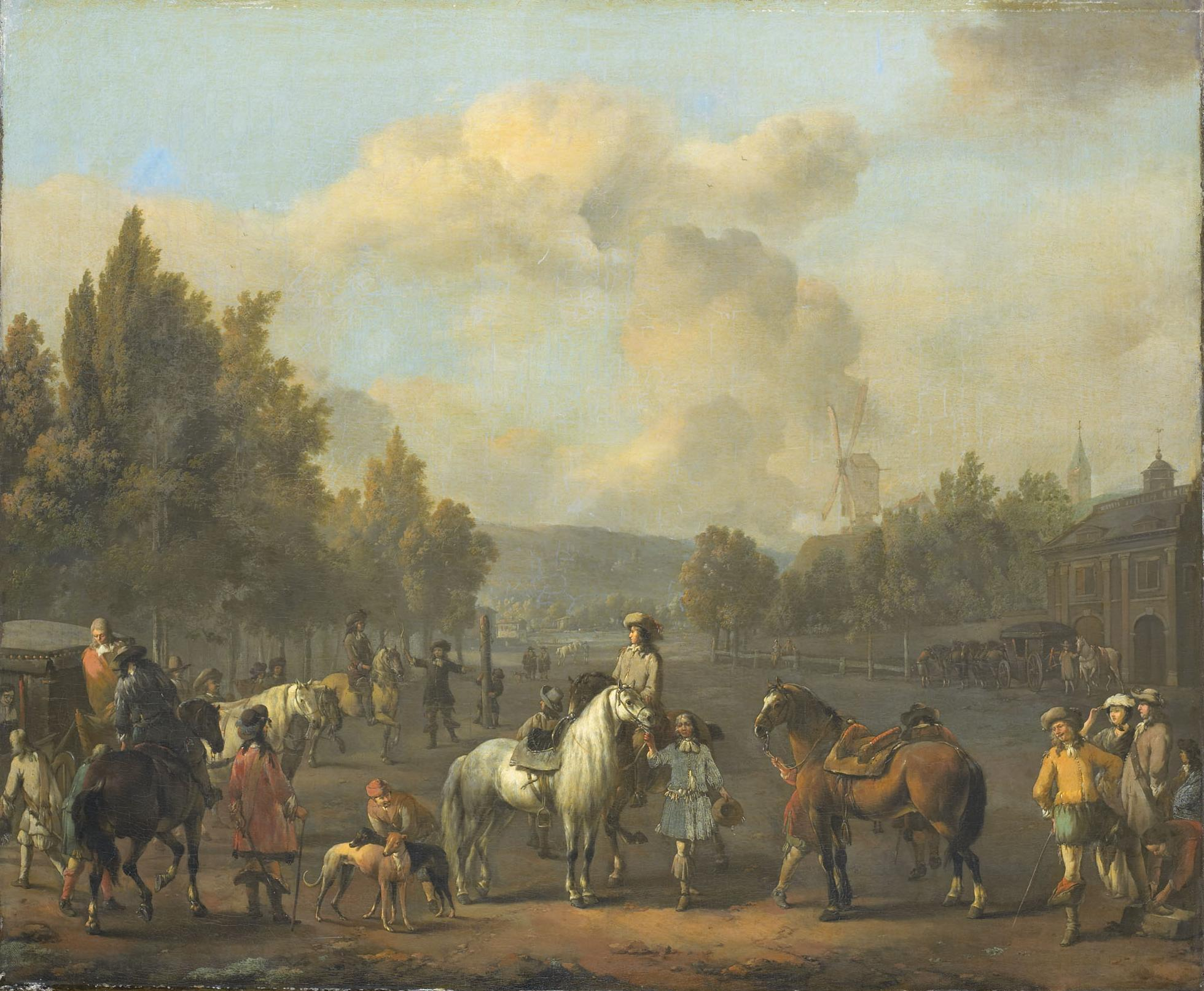
De rijschool (1637-1637)